# Поройков, Фёдор Николаевич
Фёдор Николаевич Поройков (1875, Мимошня, Ярославская губерния — 4 января 1938, Кулой, Архангельская область) — священник Русской православной церкви, священномученик.
Память 4 января, в Соборе Архангельских святых, в Соборе Ростово-Ярославских святых и в Соборе новомучеников и исповедников Церкви Русской.

## Жизнеописание
Родился в 1875 году в селе Мимошне Мышкинского уезда Ярославской губернии в семье священнослужителя.
Поступил в Ярославскую духовную семинарию, но проучился только два курса. Женился и был рукоположён во священника.
Первоначальное место служения неизвестно, к 1930 году был в сане протоиерея.
В период коллективизации и раскулачивания был арестован и осуждён. До 1934 года находился в заключении.
По освобождении назначен священником в село Вощажниково Борисоглебского уезда Ярославской губернии и благочинным 5-го округа.
К 1934 году в селе Вощажникове, в котором ранее было несколько церквей, остался один храм. Отец Феодор делал всё возможное, чтобы сохранить этот последний храм, предотвратить его закрытие. В 1936 году была сделана очередная попытка закрыть храм. От имени приходского совета отец Феодор написал заявление-протест против закрытия церкви, которое подписали верующие и отправили в Москву. Храм удалось отстоять, но 10 октября 1936 года Фёдор Поройков был арестован по обвинению в «антисоветской агитации». Все воздвигнутые на него обвинения отец Феодор отверг, не назвал даже адреса своих родных.
16 января 1937 года спецколлегией Ярославского областного суда был приговорён к пяти годам лагерей. Был этапирован в Кулойлаг. Скончался 4 января 1938 года в Кулойлаге.
26 января 1996 года был реабилитирован по 1936 году репрессий.
Причислен к лику святых новомучеников и исповедников Российских определением Священного синода Русской православной церкви 27 декабря 2000 года.
В 2018 году его имя было внесено в список Собора Архангельских святых.

## Комментарии
1. ↑  Село Мимошна (Мимошня)[2] входило в состав 1-го стана Мышкинского (с 14 ноября 1923 — Угличского) уезда Ярославской губернии[3]; ныне является частью деревни деревня Головино в Угличском районе, Ярославская область[4].